# UFC Live: Jones vs. Matyushenko
UFC Live: Jones vs. Matyushenko（ユーエフシー・ライブ：ジョーンズ・バーサス・マティシェンコ、別名UFC on Versus 2）は、アメリカ合衆国の総合格闘技団体「UFC」の大会の一つ。2010年8月1日、カリフォルニア州サンディエゴのサンディエゴ・スポーツ・アリーナで開催された。
大会タイトル「Jones vs. Matyushenko」の通り、メインイベントではジョン・ジョーンズとウラジミール・マティシェンコによるライトヘビー級戦が行われた。

## 大会概要
Versus中継の大会では2大会連続でメインイベントでの出場となるジョーンズが、マティシェンコを肘打ちの連打で破った。
第5試合のダマルケス・ジョンソン対マット・リドルのウェルター級戦は、ジョンソンが計量を172.5ポンドでオーバーし、再計量でも体重を171ポンドまで減量することができなかったため、172ポンドのキャッチウェイトバウトに変更された。
キャリア12戦全勝のチャールズ・オリベイラがUFCデビュー。

## 試合結果

### プレリミナリィカード
第1試合 ミドル級 5分3R
○  ロブ・キモンズ vs.  スティーブ・スタインバイス ×
3R終了 判定3-0（29-28、29-28、29-28）
第2試合 ライト級 5分3R
○  チャールズ・オリベイラ vs.  ダレン・エルキンス ×
1R 0:41 腕ひしぎ十字固め
第3試合 ミドル級 5分3R
○  ブライアン・スタン vs.  マイク・マッセンジオ ×
3R 3:10 三角絞め
第4試合 ライトヘビー級 5分3R
○  イゴール・ポクライェク vs.  ジェームス・アーヴィン ×
1R 2:29 チョークスリーパー
第5試合 キャッチウェイトバウト（172ポンド） 5分3R
○  マット・リドル vs.  ダマルケス・ジョンソン ×
2R 4:29 TKO（レフェリーストップ：パウンド）
第6試合 ライト級 5分3R
○  ジェイコブ・ヴォルクマン vs.  ポール・ケリー ×
3R終了 判定3-0（30-27、30-27、30-27）

### メインカード
第7試合 ライト級 5分3R
○  五味隆典 vs.  タイソン・グリフィン ×
1R 1:04 KO（右フック）
第8試合 ウェルター級 5分3R
○  ジェイク・エレンバーガー vs.  ジョン・ハワード ×
3R 2:21 TKO（ドクターストップ：左眼の負傷）
第9試合 ミドル級 5分3R
○  岡見勇信 vs.  マーク・ムニョス ×
3R終了 判定2-1（29-28、28-29、29-28）
第10試合 ライトヘビー級 5分3R
○  ジョン・ジョーンズ vs.  ウラジミール・マティシェンコ ×
1R 1:52 TKO（レフェリーストップ：グラウンドの肘打ち）

### 各賞
ファイト・オブ・ザ・ナイト：ブライアン・スタン vs. マイク・マッセンジオ
ノックアウト・オブ・ザ・ナイト：五味隆典
サブミッション・オブ・ザ・ナイト：チャールズ・オリベイラ
各選手にはボーナスとして40,000ドルが支給された。